# Vitelotte
La Vitelotte noire, popolarmente anche detta tartufo, è un'antica varietà di patata di origine peruviana

## Caratteristiche
I tuberi hanno la particolarità di avere la buccia e la polpa di colore violetto, dovuto all'elevata concentrazione di antocianine. Tale colore si mantiene con la cottura. Si tratta di una varietà tardiva e di resa piuttosto modesta confrontata alle varietà più diffuse. Il tubero, di forma oblunga, a gobbe, con occhio mezzo infossato, ha una buccia  spessa, che ne facilita la conservazione. La polpa ha sapore dolciastro, molto simile alla castagna, con retrogusto di nocciola. 

## Storia
Si tratta di una varietà selezionata a partire da materiale del Perù, scarsamente coltivata nel resto del mondo, probabilmente a causa della ridotta capacità produttiva della pianta. 

## Galleria d'immagini

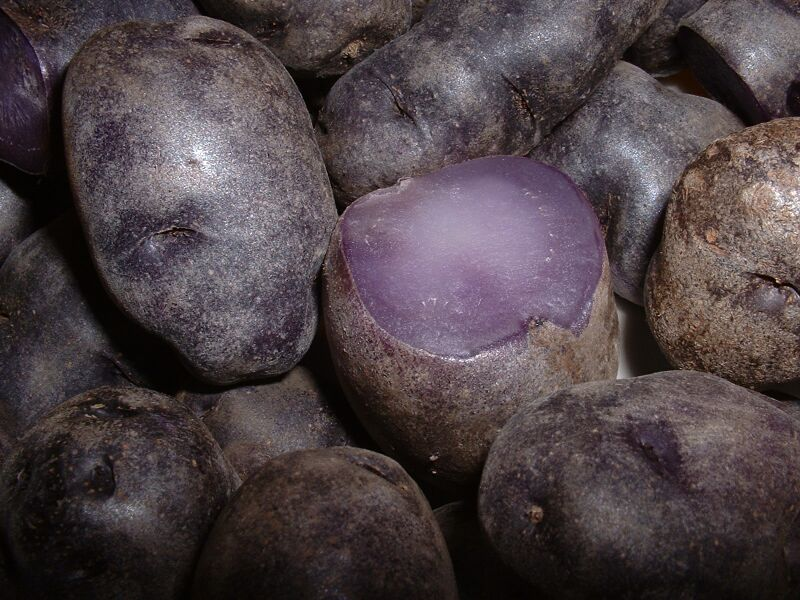
Patate Vitelotte
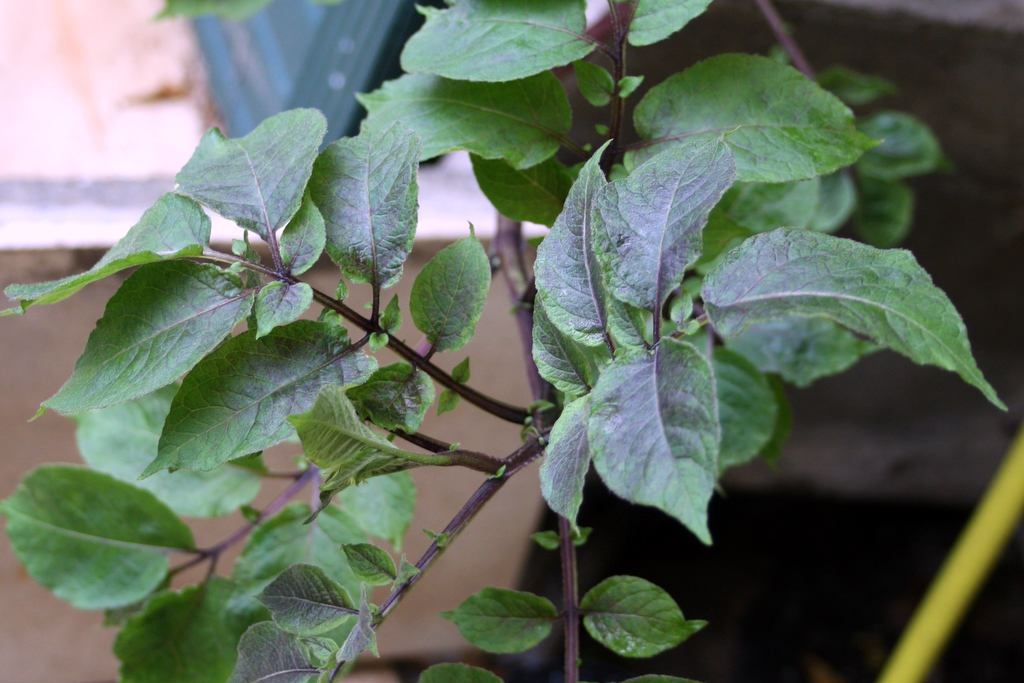
Anche le foglie e gli steli delle Vitelotte presentano una colorazione violacea
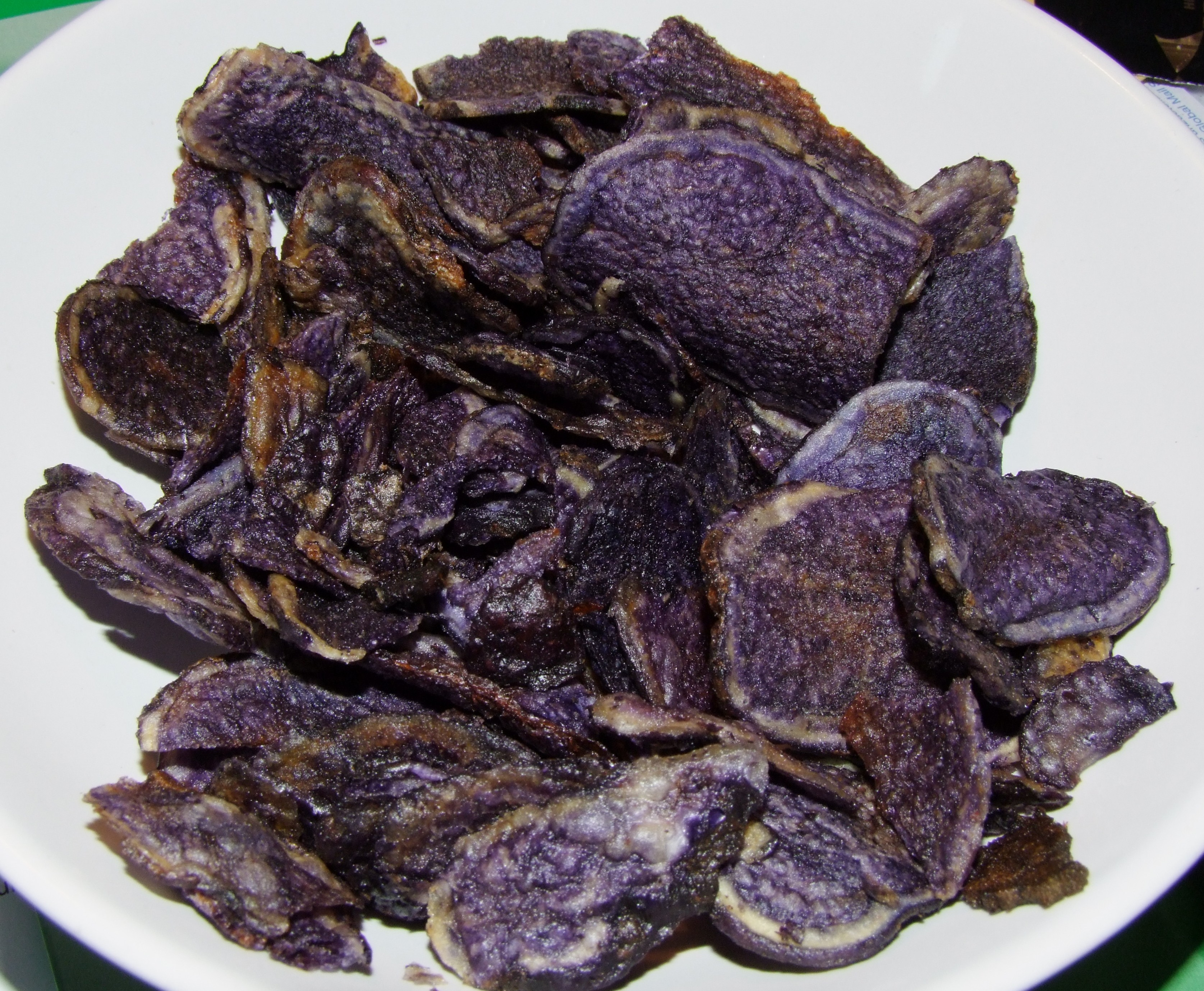
Chips di vitelotte